# Arctic Fibre

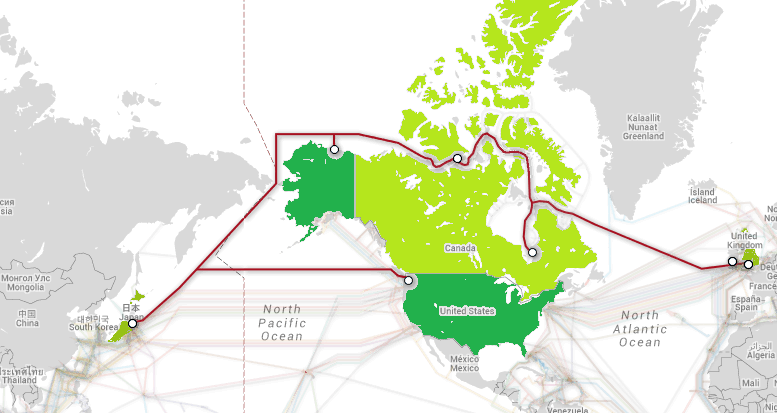
Planungsstand 2015

Arctic Fibre ist ein Seekabel, das im Endausbau das Vereinigte Königreich, Irland, Kanada, die Vereinigten Staaten und Japan miteinander verbinden soll. Die erste Teilstrecke (Nome – Kotzebue – Point Hope – Wainwright – Utqiagvik) ist nach eigener Darstellung seit 1. Dezember 2017 in Betrieb; Anschluss an das kontinentale Netz erfolgte  nach Fertigstellung der Teilstrecke Utquiagvik – Prudhoe Bay über ein Überlandkabel von Deadhorse nach Fairbanks, das im April 2017 fertiggestellt wurde, in den Nordwesten der USA. Als zweite Phase soll dann eine Verbindung von Nome durch den Pazifischen Ozean nach Japan, als dritte eine durch den südlichen Zweig der Nordwestpassage und den Nordatlantik in das Vereinigte Königreich erfolgen.[veraltet]

## Landepunkte
- Highbridge, Vereinigtes Königreich
- Cork, Irland
- Chisasibi, Kanada
- Cambridge Bay, Kanada
- Prudhoe Bay, Vereinigte Staaten
- Seattle, Vereinigte Staaten
- Ajigaura, Japan[4]